# Aspelta
Aspelta je bil od okoli 600 pr. n. št. do  okoli 580 pr. n. št. kralj Kraljestva Kuš s prestolnico Napata, * ni znano, † okoli 580 pr. n. št.
O njem in njegovem vladanju je znano več kot o drugih vladarjev Kuša. Zapustil je več stel z opisi svojega vladanja.

## Družina
Aspelta je bil sin kralja Senkamaniskena in kraljice Nasalse. Bil  je brat svojega predhodnika Anlamanija. Domneva se, da je imel več žena, med drugimi Henuttakebit (pokopana v piramidi Nuri 28), Vekemale (pokopana v piramidi Nuri 40), Asato (pokopana v piramidi Nuri 42), Artaho (pokopana v piramidi Nuri 58). in morda s svojo sestro Madiken.
Aspeltovi vladarski naslovi so bili enaki naslovom egipčanskih faraonov.

## Vladanje
Iz napisov je razvidno, da je Aspelto za vladarja izbrala komisija štiriindvajsetih verskih in vojaških voditeljev. Po izvolitvi se je odpravil na sever v Napato, da bi ga za kralja izbrali bogovi in ga kronali.
Stela, ki bi lahko bila iz obdobja Aspeltovega vladanja, pripoveduje, kako je bila ubita skupina duhovnikov, verjetno za kazen za zaroto proti kralju.
Leta 592 pr. n. št. je Kuš napadla egipčanska vojska faraona Psametika II., morda zato, ker je Aspelta predstavljal grožnjo za faraonovo oblast  v Gornjem Egiptu. Napadalci so izropali Napato.  Nekateri zgodovinarji so prepričani, da se je Aspelta zaradi tega napada odločil preseliti nubijsko prestolnico v bolj varni Meroe.

## Grobnica
Aspeltova grobnica se je nahajala v Nuriju in je bila druga največja grobnica na tem pokopališču. Grobnico je leta 1916 izkopal George A. Reisner in v njej odkril veliko predmetov, od katerih je zdaj večina v Muzeju lepih umetnosti v Bostonu. Reisner je leta 1920 izkopal tudi palačo, ki sta jo zgradila Aspelta in njegov brat.

## Najdbe
- Aspelta je bil pokopan v piramidi Nu 8 v Nuriju, ki je najbolje ohranjena pisamida v Nuriju
- Kip Aspelte, Muzej Kerme
- Votivni ank iz fajanse s kartušama in epiteti kralja Aspelte, najden v Merou, Sudan, zdaj v Petriejevem muzeju egipčanske arheologije, London
- Kip z Džebel Barkala
- Kip z Džebel Barkala
- Aspeltova kartuša
- Aspeltovo ime na njegovem kipu
- Zid iz peščenjaka, na katerem Aspelta daruje Maat (Resnica), bogu z ovnovimi rogovi Amon-Raju v spremstvu Anuket; Tempelj T v Kavi, Sudan, zdaj v Ashmolovem muzeju  (I9J2.I295)[8]